# Heliotrop
Heliotrop (енгл. bloodstone) je jedan od oblika kalcedona. Poznat je još pod imenom Krvavi kamen, jer liči kao da je umrljan krvlju. Heliotrop je tamno zelene boje sa crvenim ili zutim mrljama. Od heliotropa se prave razne rukotvorine: od privezaka pa do pepeljara. Mada je SiO2, sadrži i jos neke hemijske dodatke. Lep je kada se izbrusi tehnikom kabošon. Kada se izbrusi tehnikom kabošon lakše se vide njegove crvene mrlje. Heliotropu je ogreb beo, gustna je 2,65, a tvrdoća je 7. Često se nađu kristali ili geoda heliotropa. Kada se kalcedon, kvarc ili bilo koji drugi SiO2 izloži jakom udarcu promeni svoj oblik i kvarc pokazuje najtačnije vreme čak u stotinke.

## Istorija
Postoji mit da je Hristova krv pala na zeleni jaspis i da je tako nastao heliotrop. Verovalo se da je heliotrop magični kamen. Stari egipćani su pravili amajlije zbog njegovih lekovitih moći. Verovalo se da heliotrop, kako ime kaže, čisti i leči bolesti krvi. Kristaloterapeuti koriste njegova svojstva zbog lečenja. Takođe se veruje da je heliotrop zaštitnik i smiruje osobu koja ga nosi.

### Rasprostranjenost
- Austrija
- Brazil
- Kina
- Češka Republika
- Rusija
- Indija